# Philip Hall
Philip Hall (11 de abril de 1904, Londres, Inglaterra-30 de diciembre de 1982, Cambridge, Inglaterra) fue un matemático inglés. La mayor parte de su trabajo se centró en teoría de grupos, notablemente en grupos finitos. Fue galardonado en 1961 por la Royal Society con la Sylvester Medal.

## Enlaces
- http://www-groups.dcs.st-and.ac.uk/~history/Mathematicians/Hall.html

- Datos: Q948396